# Мертвоїд гостроплечий
Мертвоїд гостроплечий (Thanatophilus sinuatus) — вид жуків родини мертвоїдів (Silphidae).

## Поширення
Палеарктичний вид. Досить поширений в Європі, Північній Африці, Північній Азії на схід до Японії. Трапляється від низин до межі лісу на трупах або посліді.

## Опис
Жуки чорні або чорно-бурі, з коротким волосистим покривом, досягають 9-13,5 мм завдовжки. Голова та переднеспинка, нижня сторона тіла та основа надкрил мають волоски від білуватого до світло-золотисто-жовтого кольору. Довжина голови така ж, як і ширина на рівні очей. Одинадцятичленні вусики прикріплюються над верхніми щелепами, другий членик коротший за третій. Останні сегменти вусиків утворюють булаву. Переднеспинка закруглена півколом і вирізана за головою. Надкрила мають три гострих поздовжніх ребра і поперечний горбок в останній третині. Проміжки між ребрами матові. На нижній стороні тіла видно шість черевних пластинок. Передостанній стерніт у самиць широко дугоподібний.

## Спосіб життя
Жуки ведуть суто денний спосіб життя. Дорослі тварини використовують свій нюх, щоб виявити труп під час польоту. Вони сідають на нього або біля нього, а потім постійно його відвідують. Загалом цей вид не дуже любить літати і намагається втекти, ховаючись під землею. Існує жорстка між- та внутрішньовидова конкуренція за падаль. Вид справляється з міжвидовою конкуренцією, він невибагливий як до ступеня розкладання, так і до виду падла. Приймаються трупи хребетних (ссавців, птахів, рептилій), та великих безхребетних. Більші тушки використовуються багатьма особинами виду одночасно.
Спаровування відбувається навесні та на початку літа. Перенесення сперматозоїдів відбувається в сперматофорах. Коли самиця згодом спаровується з іншим самцем, останній може видалити сперматофор попередника за допомогою свого колючого едеагуса. Самиця відкладає кілька яєць у ямку в землі глибиною кілька сантиметрів. В середньому самиця відкладає більше 40 кладок, і в середньому по 10 яєць на кожну кладку.
Личинки та дорослі особини суворо некрофаги. Їжу розминають нижньою щелепою і змішують з вирваним травним соком із середньої кишки. Таким чином частина їжі перетравлюється поза кишечником. Личинки і дорослі особини можуть споживати велику кількість їжі і, з іншого боку, виявляють дивовижні здібності до голодування. Однак надлишок або нестача їжі мало впливає на тривалість розвитку личинок.